# カンターゴカクサイカブト
カンターゴカクサイカブトまたはオオゴカクサイカブト（Dipelicus cantori）は、ゴカクサイカブト属のカブトムシである。名前の由来は五角形。